# 安藤文人
安藤 文人（あんどう ふみひと、1957年10月25日 - ）は、日本の文学者。専門分野は英文学、比較文学、ナラティヴ・スタディーズ。早稲田大学文学学術院教授（早稲田大学文化構想学部教授）。

## 経歴
- 1957年10月25日 - 岐阜県岐阜市に生まれる。
- 1976年3月      - 岐阜県立岐阜高等学校卒業。
- 1980年3月      - 早稲田大学第一文学部英文学専修卒業。
- 1984年3月      - 早稲田大学大学院文学研究科英文学専攻博士前期課程修了、文学修士。
- 1987年3月      - 早稲田大学大学院文学研究科英文学専攻博士後期課程単位取得満期退学。
- 1989年4月      - 早稲田大学第一・第二文学部専任講師
- 1993年4月      - 早稲田大学第一・第二文学部助教授。
- 2001年4月      - 早稲田大学第一・第二文学部教授。
- 2012年9月21日  - 早稲田大学文化構想学部長、早稲田大学第二文学部長に就任。

## 著書
- 『院単 - 大学院入試のための必修英単語』（ナツメ社、2006年7月）